# Jonathan Ive
Sir Jonathan "Jony" Paul Ive (Londen, 27 februari 1967) was Chief Design Officer van het Amerikaanse computerbedrijf Apple. Hij is vooral bekend als de voornaamste ontwerper van de iMac, iPod, iPhone, Apple Watch en iPad.

## Apple
Jonathan Ive werkte sinds 1992 op de ontwerpafdeling van Apple. Zijn ontwerpen werden echter te revolutionair gevonden door de toenmalige leiding van Apple. Pas in 1996 kwam zijn doorbraak toen de medeoprichter van Apple Steve Jobs de leiding over het bedrijf overnam en de creativiteit van Ives ontwerpen inzag. Ive werd toen aangesteld als hoofd van het hardwareontwerpteam. Dat leverde hem in 2003 de prijs voor 'Designer of the Year' op van het London Design Museum. Op 29 oktober 2012 maakte Apple bekend dat Ive bovendien het leiderschap over de softwareontwikkeling zou overnemen van Scott Forstall.
Voor zijn toonaangevende werk in de computerwereld werd Ive begin 2006 door de Britse koningin Elizabeth benoemd tot Commandeur in de Orde van het Britse Rijk. Op 31 december 2011 werd aangekondigd dat Jonathan Ive was bevorderd tot Ridder Commandeur in dezelfde orde. Sindsdien wordt hij aangesproken met Sir Jonathan Ive. In 2012 is hij tevens geridderd tot Knight Bachelor.
In mei 2015 werd Ive gepromoveerd tot Chief Design Officer. Sindsdien hield hij zich minder bezig met het dagelijks bestuur van zijn afdeling, en meer met toekomstige projecten.
Ive nam ontslag bij Apple op 27 juni 2019. Hij begon een eigen bedrijf onder de naam LoveFrom. Hij zou nog als consultant aan het werk blijven maar dit contract werd in 2022 door Apple beëindigd.

## Persoonlijk leven
Jonathan Ive is sinds 1987 getrouwd en woont met zijn echtgenote en twee zonen in San Francisco.